# HC Dukla Praha
HC Dukla Praha er en håndboldklub hjemmehørende i Prag, Tjekkiet. Klubben var oprindeligt en del af Tjekkoslovakiets hærs sportsklub, som havde flere sportsgrene, herunder fodbold, på programmet, og som blev stiftet i 1948 under navnet ATK Praha, men som senere skiftede navn til Dukla Praha.
Dukla Prahas herrehåndboldhold var det mest succesrige mandlige håndboldhold i Tjekkoslovakiet, idet det vandt det tjekkoslovakiske mesterskab 28 gange. Efter Tjekkoslovakiets opdeling har klubben vundet det tjekkiske mesterskab to gange.
Klubben har mange gange repræsenteret Tjekkoslovakiet og Tjekkiet i Europa Cup-turneringerne, hvor dens største triumfer er de to sejre i Mesterholdenes Europa Cup i 1962-63 og 1983-84. I den allerførste mesterholdturnering i 1956-57 var Dukla Praha også medvirkende, idet turneringen blev vundet af en byhold fra Prag.

## Meritter

### Nationale turneringer
- Tjekkoslovakisk mesterskab
  - Vinder: 1953, 1954, 1955, 1956, 1958, 1959, 1961, 1962, 1963, 1964, 1965, 1966, 1967, 1970, 1977, 1979, 1980, 1982, 1983, 1984, 1985, 1986, 1987, 1988, 1990, 1991, 1992, 1994

- Tjekkisk mesterskab
  - Vinder: 1995, 1999

### Europæiske turneringer
- Mesterholdenes Europa Cup
  - Vinder: 1962-63, 1983-84 samt andel i 1956-57
  - Finalist: 1966-67, 1967-68

- Cup Winners' Cup
  - Finalist: 1981-82